# Kurt Ullberger
Kurt Ullberger, född 18 januari 1919 i Visby, död 18 april 2008 i Stockholm, var en svensk målare, tecknare och grafiker.

## Biografi
Kurt Ullberger var son till tyghantverkaren Carl Carlson och Selma Ullberg samt gift med Viola Lindblad. Ullberger intresserade sig för konst, musik och diktning redan under sin skolgång i Visby. Han utbildade sig därefter till folkskollärare vid seminariet i Karlstad där han utexaminerades 1940. Till en början målade han som amatör, först under studietiden och senare som folkskollärare i Stockholm. För att lära sig mer måleriteknik studerade han vid Ollers målarskola 1942–1943 samtidigt som han utbildade sig till reservofficer. Allt eftersom kom konsten att ta mer tid och under beredskapsåren lämnade han sin lärartjänst för att bli heltidskonstnär. Han debuterade med en separatutställning på Strömgalleriet i Stockholm 1946. Han ställde därefter separat ut på bland annat Sturegalleriet, Galerie Moderne, Gummesons konsthall, De ungas salong i Stockholm och på Gallerie Aveny och Lorensbergs konstsalong i Göteborg samt i ett stort antal mindre svenska städer. Tillsammans med Nanny Nygren ställde han ut i Visby och tillsammans med Torsten Fridh i Örebro. Han medverkade några gånger i Stockholmssalongerna på Liljevalchs konsthall och i utställningen Fem gotlänningar på De ungas salong i Stockholm samt en rad av Gotlands konstförenings utställningar med provinsiell konst i Visby. Bland hans offentliga arbeten finns fresken Rytm-kraft-rörelse på Södervärnsskolan i Visby, marmorintarsian Hoburgsklinten vid Hemse skola och han har utfört dekorativa arbeten i Burgsvik, Upplands Väsby, Tensta, LO-skolan Hasseludden och Mariestads teater.
Hans konst består av figurer, stilleben, och landskap- och strandmotiv från Gotland i en lätt kubistisk stil. Ullbergers motiv utgår ofta från Gotland, men han målade även från sina många resor till Nordafrika, Frankrike, Italien, Spanien och Grekland. Inspirerad av bland andra Cézanne och Aguéli fångade han med skiftande kolorit årstidernas växlingar och olika landskapstyper. Ullberger var ordförande i Konstnärsklubben i Stockholm 1960–1966 och vice ordförande och ordförande i Konstnärernas riksorganisation åren 1958–1964. Han verkade som socialdemokratisk landstingspolitiker i Stockholm 1970–1979 med särskilt intresse för offentlig konst. Som politiker hade han också uppdrag för Stockholms skönhetsråd, satt i Stockholms stadsteaters styrelse, var konstkonsult för Svenska bostäder och ledamot av museiutredningen 1964–1973.

## Representation
Ullberger är representerad vid bland annat Moderna museet, Norrköpings konstmuseum och Värmlands museum i Karlstad, Borås konstmuseum, Eskilstuna konstmuseum, Gotlands Museum och Kunsthalle Rostock.